# خاطرات شخصی ژان‌دارک
خاطرات شخصی ژان‌دارک (انگلیسی: Personal Recollections of Joan of Arc) رمانی است نوشتهٔ مارک تواین که بازگو کنندهٔ زندگی ژان‌دارک است، این اثر آخرین کتاب تکمیل شدهٔ تواین است که نویسنده آن را در سال ۱۸۹۶ و در سن ۶۱ سالگی نوشت.

## شرح کوتاهی از کتاب
این رمان به عنوان ترجمهٔ (اقتباس) توسط ژان فرانسوا آلدن و بر اساس خاطرات لویی دو کنت نگارش شد، یک نسخهٔ داستانی ارائه شده از دو کنت که به سه بخش تقسیم شده از زندگی ژان‌دارک می‌پردازد که عبارت هستند از: یک جوان در دُومرمِی، یک فرماندهٔ ارتش شارل هفتم فرانسه و یک متهم در دادگاه روآن.
در اصل، این رمان به عنوان پاورقی در مجله هارپر در ابتدای ماه آوریل سال ۱۸۹۵ توسط تواین منتشر شد. یک فانتزی آگاه کننده که در هر بخش از اثر خواسته شده تا به شکل بی طرفانه و بدون در نظر گرفتن تعصبات، به روایت حقایق بپردازد، نسخهٔ اصلی و ابتدایی توسط انتشارات هارپر و برادران و با اعتبار تواین در مه ۱۸۹۶ منتشر شد.